# Vire (plaats)
Vire is een plaats en voormalige gemeente in het Franse departement Calvados in de regio Normandië en telt 12.815 inwoners (1999). Het is de hoofdplaats van de gemeente Vire Normandie en de onderprefectuur van het arrondissement Vire.

## Geschiedenis
Vire ontstond rond een feodaal kasteel dat werd gebouwd op een rots op de rechteroever van de Vire. In 1123 kreeg het kasteel een stenen donjon en hertog Hendik Beauclerc liet de stad ommuren. Vire was immers strategisch belangrijk als grensstad van het hertogdom Normandië. In de 12e eeuw kreeg de stad een eigen parochiekerk. Deze eerste romaanse kerk werd in de 13e eeuw vervangen door een groter, gotisch exemplaar. Vire verkreeg in de 13e eeuw stadsrechten. In 1483 werd de stad deel van het koninklijk domein.
In 1867 werd het spoorwegstation van Vire geopend.
Vire werd grotendeels verwoest tijdens luchtbombardementen op 6 juni 1944 in het kader van de geallieerde landing in Normandië. Ongeveer 400 burgers overleden en de stad brandde gedurende twee weken. Amerikaanse troepen bevrijdden de stad op 8 augustus, na gevechten die vier dagen duurden. Tussen 1949 en 1964 werd Vire heropgebouwd naar plannen van Marcel Clot.
Op 1 januari 2016 fuseerde Vire met een aantal omliggende gemeenten tot de gemeente Vire Normandie en werd daarvan de hoofdplaats.

## Geografie
De oppervlakte van Vire bedraagt 22,5 km², de bevolkingsdichtheid is 569,6 inwoners per km².
De onderstaande kaart toont de ligging van Vire (plaats) met de belangrijkste infrastructuur en aangrenzende gemeenten.

## Demografie
Onderstaande figuur toont het verloop van het inwonertal (bron: INSEE-tellingen).
Vanwege een beveiligingsprobleem met de MediaWiki Graph-software is het momenteel niet mogelijk deze grafiek weer te geven. Zodra de software is bijgewerkt zal de grafiek vanzelf weer zichtbaar worden.

## Sport
Vire is zes keer etappeplaats geweest in wielerkoers Ronde van Frankrijk. Van 1935 tot 1939 was dat jaarlijks het geval, waarbij de Fransman René le Greves in de twee eerste jaren won. In 2025 lag de finish in fusiegemeente Vire Normandie.

## Verkeer en vervoer
In de gemeente ligt spoorwegstation Vire.

## Bekende inwoners
- Michel Drucker (1942), radio- en televisiepresentator;
- Thierry Gouvenou (1969), wielrenner;
- Adolfo Kaminsky (1925-2023), verzetsstrĳder.

Coulonces · Maisoncelles-la-Jourdan · Roullours · Saint-Germain-de-Tallevende-la-Lande-Vaumont · Truttemer-le-Grand · Truttemer-le-Petit · Vaudry · Vire